# AgustaWestland AW609
AgustaWestland AW609 — конвертоплан производства AgustaWestland. Первый в мире гражданский конвертоплан.
До 2011 года назывался Bell/Agusta BA609, разрабатывался в Bell/Agusta Aerospace Company, совместном предприятии Bell Helicopters и AgustaWestland, преобразованном в AgustaWestland Tilt-Rotor Company. Тестовый полёт состоялся 6 марта 2003 года в Арлингтоне, штат Техас. К началу ноября 2006 года его общий налёт уже составляет 100 часов, конвертоплан поднимался на высоту до 7620 метров и достигал скоростей до 563 км/ч. 30 октября 2015 года в ходе тестового полёта был потерян один из прототипов. Завершение сертификации конвертоплана в FAA неоднократно переносилось. Ранее оно было запланировано на 2015 год, затем на 2017 год и снова перенесено, теперь на конец 2019 года.
Компания имеет 60 предварительных заказов на аппарат, Bristow Helicopters может купить 10 самолётов, Майкл Блумберг также назывался среди покупателей. В 2015 году ОАЭ выбрали вариант search and rescue AW609, заказав три единицы с опционом ещё на три.

## Авионика
Включает в себя:
- VOR
- DME
- ILS
- ADF
- Сдвоенный VHF радио
- Радиолокационный высотомер Rockwell Collins ALT-4000
- GPS
- TCAS
- FDR
- 3 многофункциональных жидкокристаллических монитора (LCD)
- Метеолокатор Rockwell Collins WXR-800

## ЛТХ
- Двигатели: два 1378 kW (1848shp) Pratt & Whitney Canada PT6C67A
- Длина (м): 13,4
- Высота (м): 4,6
- Макс. крейсерская скорость, км/ч 510
- Практическая дальность, км 1389
- Перегоночная дальность, км 1852
- Скороподъёмность, м/мин 456
- Практический потолок, м 7550
- Статический потолок, м 3866
- Экипаж, чел 2
- Полезная нагрузка: 6-9 пассажиров или до 2500 кг груза